# ステファーヌ・リドー
ステファーヌ・リドー（Stéphane Rideau、1976年7月25日 - ）はフランスの俳優。ステファン・リドーとも表記される。

## 略歴
1976年にロット＝エ＝ガロンヌ県アジャンで宅配ドライバーの父と専業主婦の母の間に生まれる。
1993年にラグビーの試合でプレイしているところをスカウトに見出され、アンドレ・テシネ監督の映画『野性の葦』（1994年）のメインキャストに抜擢される。同作はセザール賞最優秀作品賞を受賞するなど高く評価され、リドーも同賞の有望若手男優賞にノミネートされる。
1996年には、『野性の葦』で共演したガエル・モレルの監督作品『フルスピード』に主演する。
2000年に主演した映画『夏の終わり』が国際的に評価されるものの、この作品で演じた同性愛者役のイメージで役柄が固定化することを避けるため、この作品以降、同性愛者役でのオファーを全て断る。それまで同性愛者を演じたのは、実際には数回のみだったにもかかわらず、同性愛俳優のレッテルが貼られていることに疑問を感じ、パリでの生活は快適なものではなくなって行くが、同性愛者役そのものに不満を言う（同性愛者役を否定する）ことはなかった。2001年には再びテシネ監督と組んだ主演映画『Loin』でイメージチェンジをはかるなど、俳優としての仕事を続けるものの、パリでの生活のストレスから逃れるため、故郷アジャンに戻って娘と暮らすようになると、2000年代半ばには実質的に休業状態となる。数年のブランクの後、2007年ころから仕事を再開する。
なお、2009年に受けた同性愛者向けメディアのインタビューにおいて、「同性愛者の役を演じることをとても自慢に思う (Je suis très fier de mes rôles de gays)」と述べる一方で、自分が同性愛者ではなく、異性愛者であることを明言している。
親友ガエル・モレルが監督を務めた2011年の映画『Notre Paradis』（英題：Our Paradise）で、若さを失うとともに客を取れなくなった男娼の主人公を演じ、再び同性愛者役に挑んでいる。

## 主な出演作品
- 野性の葦 Les Roseaux sauvages (1994)
- フルスピード À toute vitesse (1996)
- ホームドラマ Sitcom (1998)
- Les passagers (英: The Passengers, 1999)
- 夏の終わり Presque rien (2000)
- Loin (英: Far, 2001)
- Le Clan (英: 3 Dancing Slaves, 2004)
- Le Cadeau d'Elena (英: Elena's Gift, 2004)
- Un barrage contre le Pacifique (英: The Sea Wall, 2008)
- Notre Paradis (英: Our Paradise, 2011)
- ビタルとアリックス La fille du patron (2015)
- マイ・エンジェル Gueule d'ange (2018)
- マーダー・ミー・モンスター Muere, monstruo, muere (2018)
- ル・パシヤント -ある患者の記憶- Le Patient (2022) ※テレビ映画